# Geneuille
Geneuille är en kommun i departementet Doubs i regionen Bourgogne-Franche-Comté i östra Frankrike. Kommunen ligger i kantonen Marchaux som tillhör arrondissementet Besançon. År 2022 hade Geneuille 1 264 invånare.

## Befolkningsutveckling
Antalet invånare i kommunen Geneuille
Referens:INSEE